# Lees (métro léger d'Ottawa)
Pour les articles homonymes, voir Lees.
Lees est une station de train léger située à Ottawa, Ontario (Canada). Elle est située sur la ligne 1 du réseau O-Train. Elle est située sur le campus Lees de l'Université d'Ottawa. 

## Emplacement
La station est située au sud de l'autoroute 417, juste à l'ouest de la rivière Rideau. Elle dessert le quartier Côte-de-Sable et du Vieil Ottawa-Est. 
On trouve à proximité de la station l'Université Saint-Paul et la rue Main. 

## Histoire

### Toponymie
La station est nommée d'après la voie adjacente, elle-même nommée d'après Robert Lees, l'un des fondateurs d'Ottawa-Est.

### Chronologie

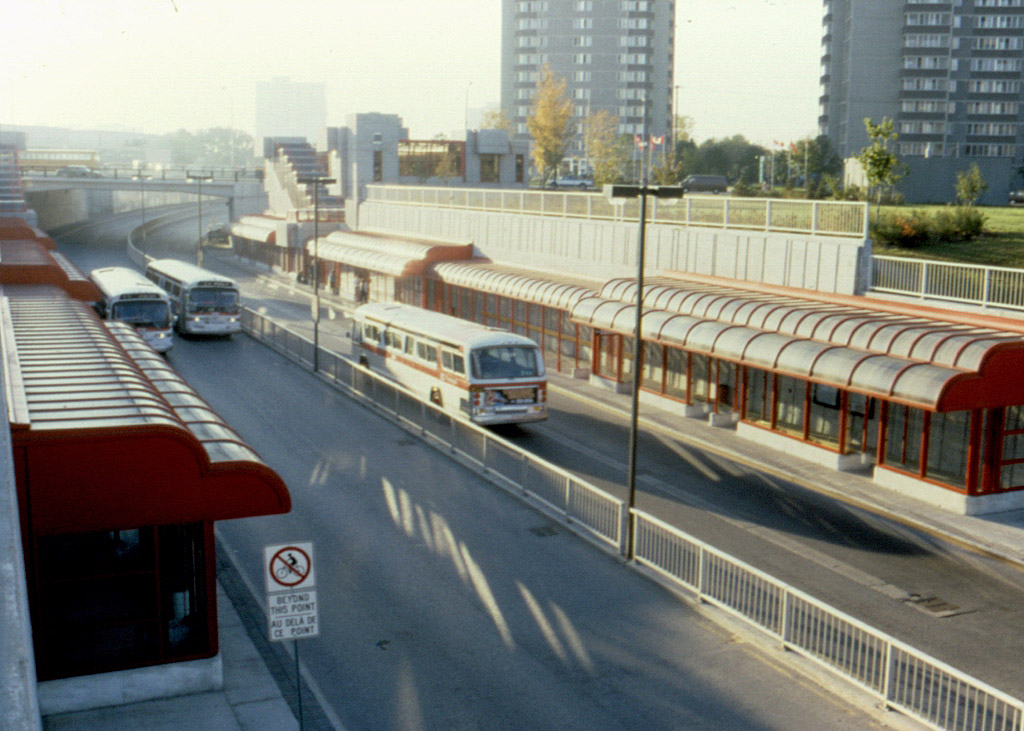
La station Lees faisait partie du réseau originel de Transitway, inauguré en 1983.

La station est une constituante du réseau originel du Transitway, inauguré en 1983. Peu de temps après son inauguration, on y découvre un vice de construction : du goudron de houille contenant des hydrocarbures aromatiques polycycliques s'écoule de la station dans la rivière Rideau. L'accès est interdit pendant deux mois. On constate rapidement que la gare routière est érigée sur un site d'enfouissement de déchets industriels. La responsabilité des autorités régionales et les concepteurs de la station est mise en cause. Le coût des travaux de nettoyage encourus se chiffrent à 6 000 000 $. 
La station est le théâtre d’un accident mortel le 18 juillet 1994, alors qu'un camion semi-remorque s’enfonce dans la gare depuis la bretelle de sortie de l’autoroute 417 sur le Transitway, tuant deux femmes et blessant une fillette de neuf mois. 
En décembre 2015, le Transitway et ses stations sont fermés de Lees à Blair afin de procéder aux travaux de construction de la ligne de la Confédération. La station est remise en service avec le lancement du service de métro léger en septembre 2019.

## Aménagement

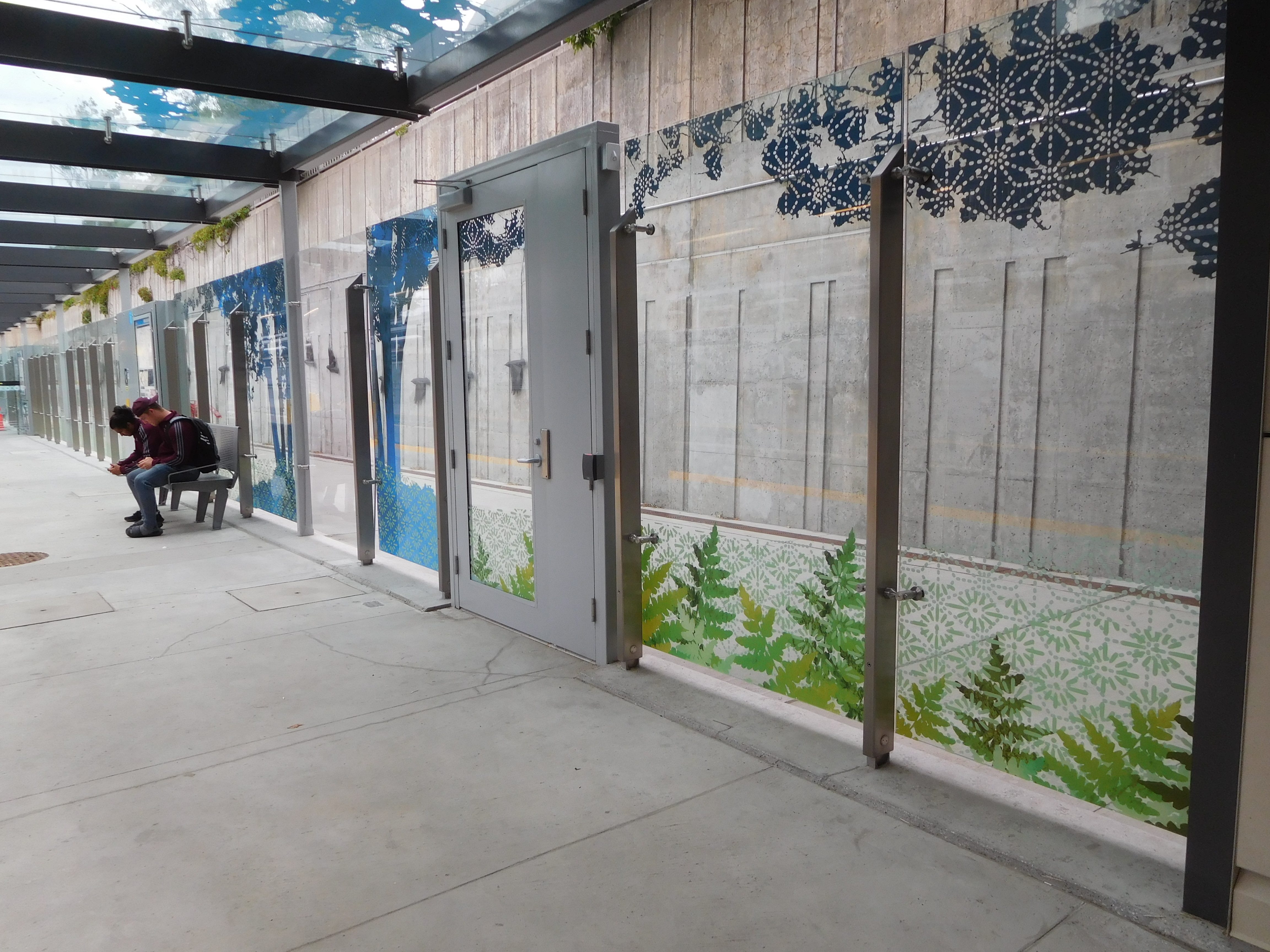
L'œuvre Transparent Passage est installée sur les quais de la station.

Lees est une station à quais latéraux construite dans une tranchée. Au-dessus des quais, l'édicule contient la salle de contrôle munie de tourniquets. L'unique accès donne sur une place du côté nord de l'avenue Lees. 
L'œuvre d'art public de la station, Transparent Passage d'Amy Thompson, présente une série de motifs forestiers sur les verrières des quais de la station, ainsi que des sculptures d'oiseaux en vol le long des murs de soutènement derrière eux. 